# Jakobsbrunnen (Bauwerksname)

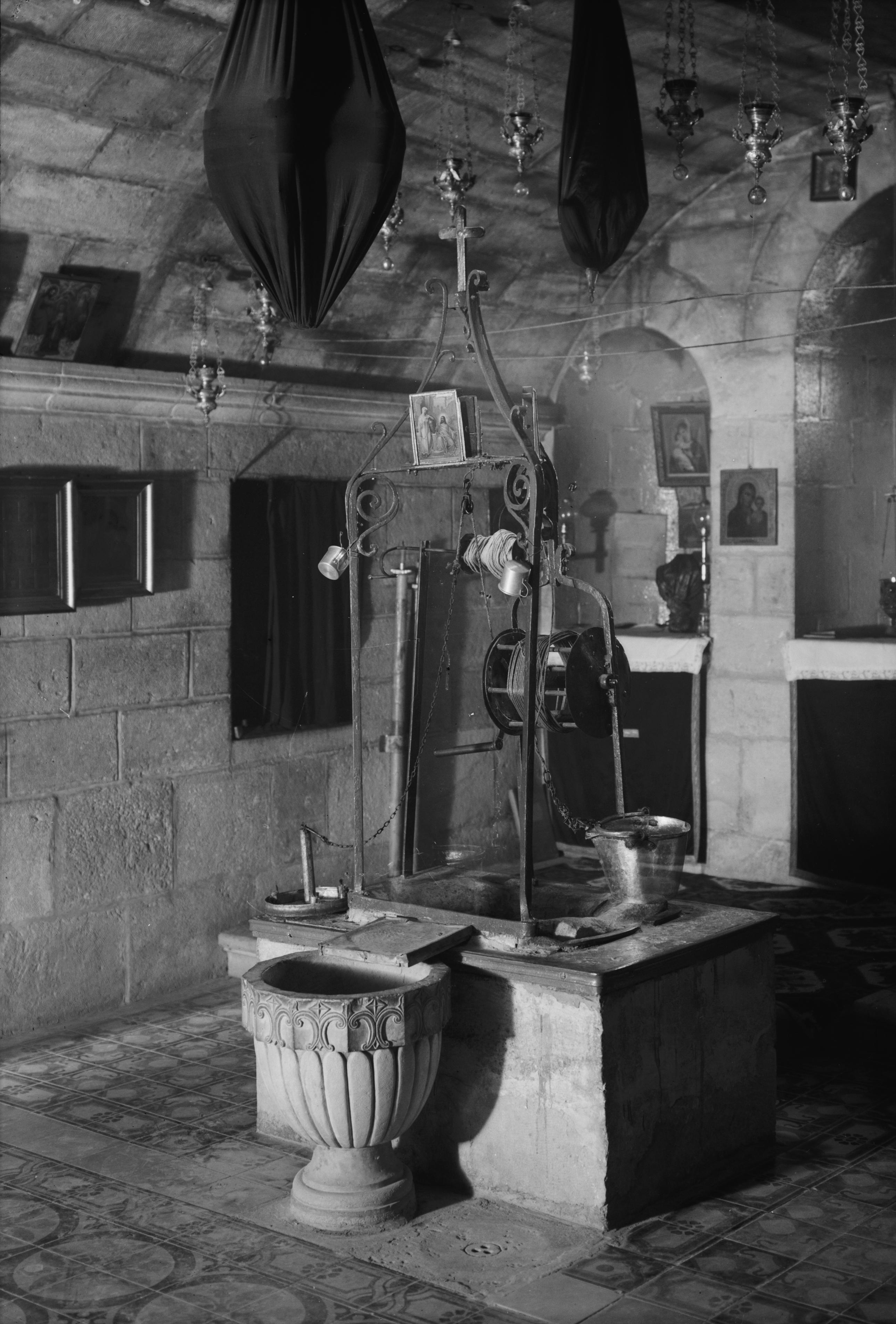
Jakobsbrunnen, zwischen 1934 und 1939

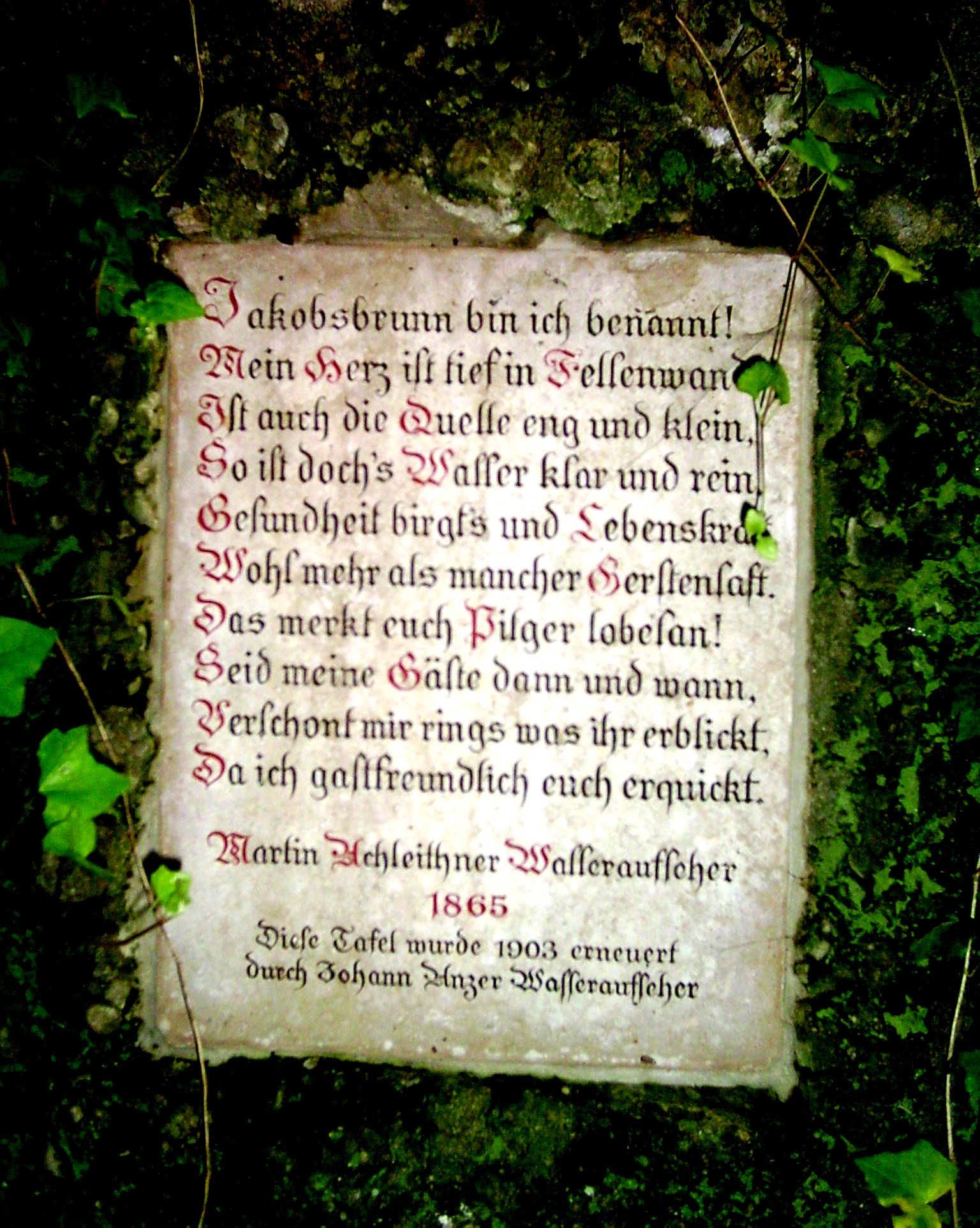
Tafel an der Quelle Jakobsbrunn

Jakobsbrunnen, auch Jakobusbrunnen, St.-Jakobi-Brunnen oder Jakobsbrunn genannt, ist ein häufiger Name von Quellen oder Brunnen. Der Name erinnert in der Regel an biblische Personen oder Ereignisse, gelegentlich auch an Personen der Zeitgeschichte.

## Herkunft und Bedeutung
Der bekannteste Jakobsbrunnen ist der in der Bibel erwähnte Jakobsbrunnen, ein Brunnen in Samarien am Fuß des Berges Garizim in der Nähe von Sichem (heute Nablus). Die Namensgebung geht dabei auf Angaben aus der Bibel (Gen 33,18-19 ) zurück, der biblische Ort heißt Sychar (Joh 4,5 ). Der heute dort befindliche Brunnenbau wurde im Laufe der Jahrhunderte mehrfach verändert.
Einige weitere Brunnen mit diesem Namen stehen namenskundlich mit diesem Brunnen in Zusammenhang, entweder weil sie eine Nachbildung dieses wallfahrtlich bekannten Brunnens sind oder aber sich im Brunnenprogramm in die alt- oder neutestamentliche biblische Tradition stellen. Da dieser biblische Brunnen häufig auch als Quelle (Bronn, Born) wahrgenommen wurde, wurden auch Quellen als Jakobsbrunnen oder Jakobsbrunn benannt. 
Andere nach dem Stammvater Jakob benannte Jakobsbrunnen tragen entweder seine Brunnenfigur oder haben eine biblische Jakobsgeschichte als Bildprogramm.
Einige Jakobsbrunnen sind ausdrücklich nach dem neutestamentlich überlieferten Gespräch Jesu mit einer Samariterin am biblischen Jakobsbrunnen benannt und stellen in der Regel programmatisch auch diese Situation figürlich oder reliefartig nach. 
Nach Jakobus dem Älteren sind vor allem Brunnen benannt, die entweder in der Nachbarschaft einer Jakobskirche steht, die sein Patrozinium trägt, oder aber im Kontext des Jakobsweges, also der Wallfahrt nach Santiago de Compostela steht. 
Mitunter sind Jakobsbrunnen nach zeitgeschichtlichen Trägern des Vornamens Jakob benannt.

## Bekannte Bauwerke dieses Namens

### Nach dem biblischen Stammvater Jakob
- seit 1319 der Jakobsbrunnen in Speyer

### Nach dem Gespräch am Jakobsbrunnen
- seit 1957 der Jakobsbrunnen auf dem Gelände der University of Notre Dame[1]

### Nach dem Apostel Jakobus dem Älteren
- der Jakobsbrunnen in Asten
- seit 1741 der Jakobsbrunnen im Garten des Augsburger Jakobsstiftes[2]

- der St.-Jakobi-Brunnen in Bremen

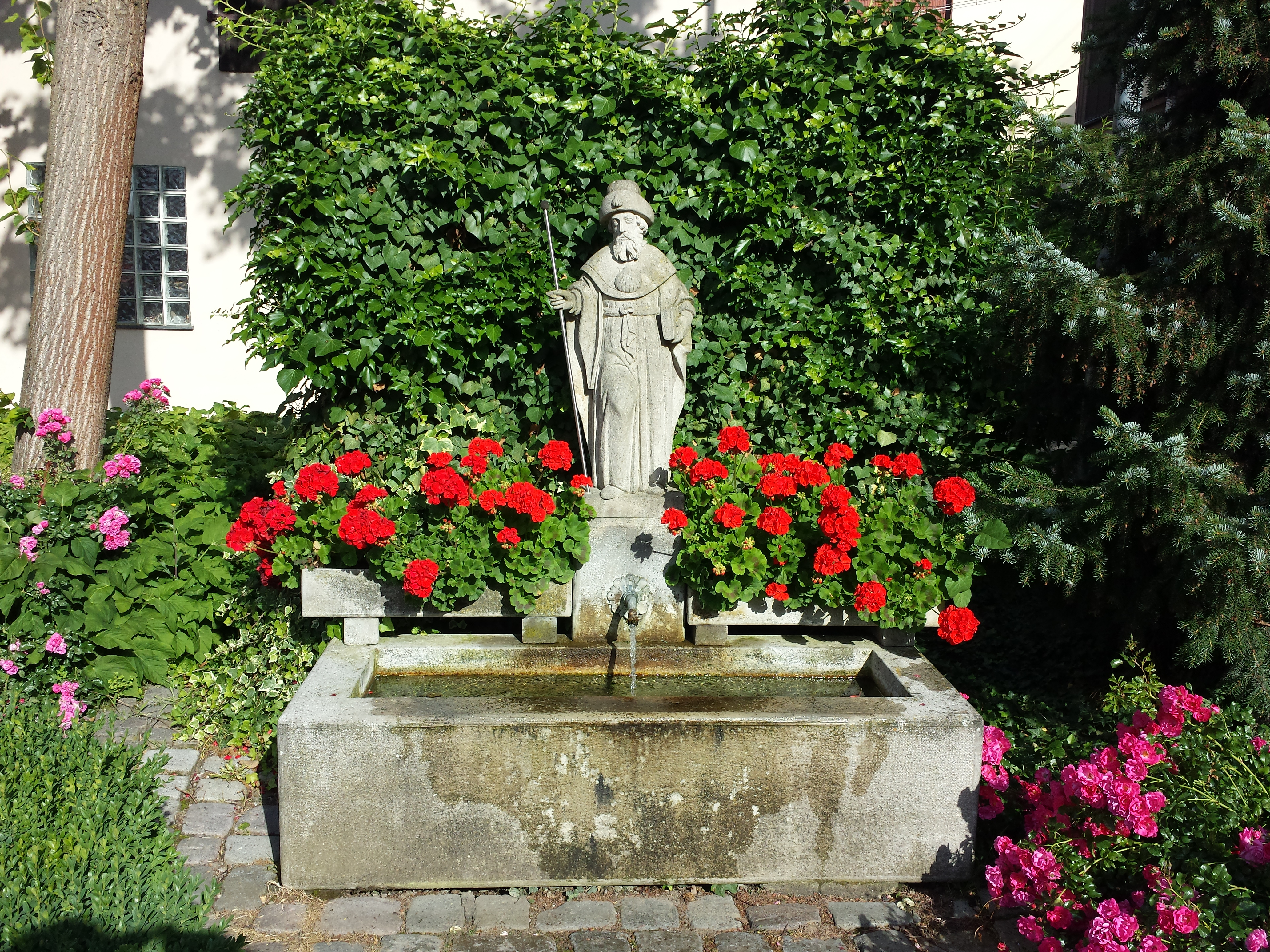
Jakobsbrunnen in Dienstadt

- der Jakobsbrunnen am Jakobsweg Main-Taubertal in Dienstadt
- der Jakobsbrunnen am Jakobsweg in Frickenhausen
- seit 2003 der Jakobusbrunnen in Germering
- der Jakobsbrunnen bei der Mineralquelle in Gontenbad
- der Jakobsbrunnen in Grünau im Almtal
- der Jakobsbrunnen in Kaltenleutgeben[3]
- der Jakobsbrunnen in Lavacolla
- der Jakobsbrunnen am Jakobsweg in Münklingen
- der Jakobsbrunnen in Nusplingen
- der Jakobsbrunnen in Oberdischingen
- der Jakobsbrunnen am Jakobsweg in Rorschach[4]
- seit 2003 der Jakobsbrunnen in St. Jakob im Ahrntal

- der Jakobsbrunnen in Straubing

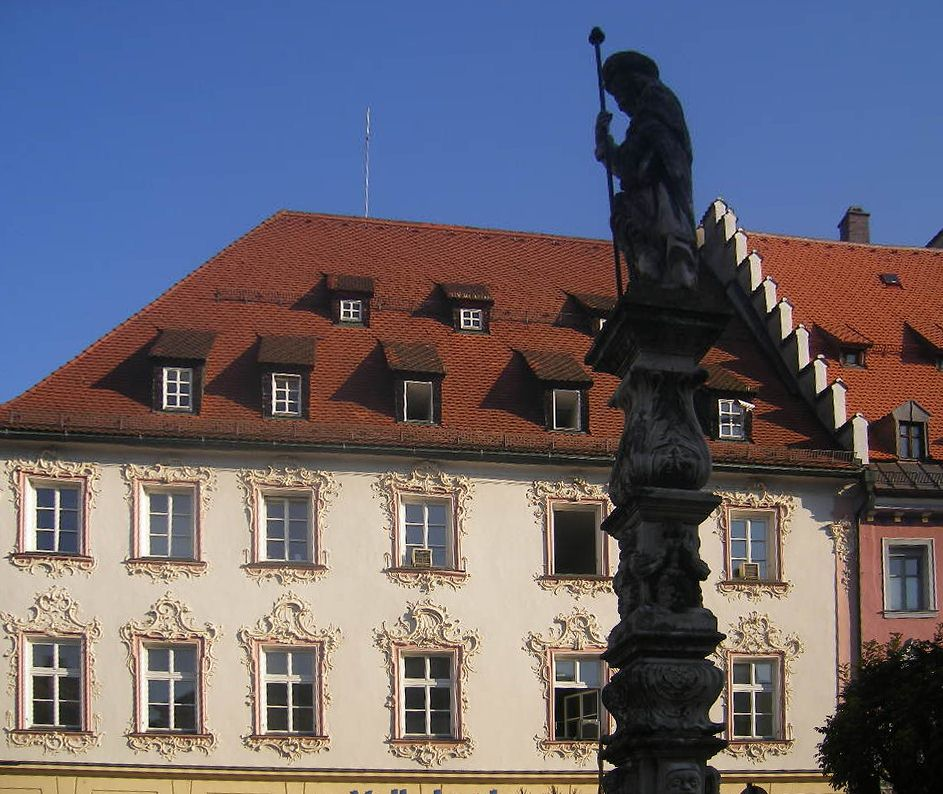
Straubinger Jakobsbrunnen

- seit 1832 der Jakobsbrunnen in Trier

### Nach Personen mit dem Vornamen Jakob
- der Jakobsbrunnen von Bad Cannstatt, benannt nach dem Gastwirt Jakob Christian Boger [5]